# رصد صوتي
الرصد الصوتي أو التسجيلات الصوتية (بالإنجليزية: Sonic logging)‏، هو إدارة رصد لتسجيلات الآبار يُوفر الوقت المُتمكن من التشكيل، والذي يُحدَدْ كـ {\displaystyle {\Delta }t}. وهو مقياس لقدرة التشكيل على نقل الموجات الزلزالية. من الناحية الجيولوجية، تختلف هذه السعة باختلاف التركيبات الصخرية والصخور، وعلى الأخص انخفاضها مع مسامية فعالة متزايدة. هذا يعني أنه يمكن استخدام الرصد الصوتي لحساب مسامية التكوين إذا كانت السرعة الزلزالية لمصفوفة الصخور {\displaystyle V_{mat}} وسوائل المسام {\displaystyle V_{l}} معروفة، والتي هي مفيدة جداً لاستكشاف الهيدروكربونات.

## عملية الرصد الصوتي
يتم حساب السرعة عن طريق قياس وقت الانتقال من جهاز الإرسال الكهربائي إلى جهاز الاستقبال، بوحدات الميكروثانية لكل قدم. للتعويض عن الاختلافات في سمك الوحل، يوجد في الواقع جهازين للاستقبال، أحدهما قريب والآخر بعيد. ويرجع ذلك إلى أن وقت العبور داخل طين الحفر سيكون أمرًا شائعًا لكليهما، وبالتالي يتم تحديد وقت العبور ضمن التشكيل من خلال:
{\displaystyle {{\Delta }t}} = {\displaystyle {t_{far}}-{t_{near}}};
حيث 
- {\displaystyle {t_{far}}} = وقت العبور إلى المستقبل البعيد؛
- {\displaystyle {t_{near}}} = وقت العبور إلى المستقبل القريب.

هناك طريقة إضافية يمكن من خلالها تعديل أداة الرصد الصوتي وهي زيادة أو تقليل الفصل بين المصدر والمستقبل. وهذا يعطي اختراق أعمق ويتغلب على مشكلة مناطق السرعة المنخفضة التي يسببها تلف جدار البئر.

## حساب المسامية
طرحت العديد من المعادلات بين وقت العبور والمسامية، والأكثر شيوعا هو معادلة ويلي للوقت المتوسط. تدل المعادلة أساسًا على أن إجمالي وقت العبور المسجل في الرصد هو مجموع الوقت الذي تقضيه الموجة الصوتية في الانتقال إلى الجزء الصلب من الصخرة، والذي يطلق عليه مصفوفة الصخور والوقت الذي يقضيه في العبور عبر السوائل في المسام. هذه المعادلة تجريبية ولا تقدم أي فكرة لبنية المصفوفة الصخرية أو اتصال المساحات المسامية بحيث يمكن إضافة تصحيحات إضافية إليها. وتكون المعادلة بهذه الطريقة:
{\displaystyle {\frac {1}{V}}={\frac {\phi }{V_{f}}}+{\frac {1-{\phi }}{V_{mat}}}}
حيث {\displaystyle V} = السرعة الزلزالية للتكوين؛ {\displaystyle V_{f}} = السرعة الزلزالية لسائل المسام؛ {\displaystyle V_{mat}} = السرعة الزلزالية للمصفوفة الصخرية؛ {\displaystyle {\phi }} = المسامية.

## الدقة
إن دقة السجلات الصوتية ضعيفة نوعًا ما، ويتجلى ذلك في حقيقة أن قياسات اللوغاريتم المنتظم والمتباعدة في كثير من الأحيان تتعارض، ويجب أخذ ذلك في الاعتبار عند وجود اختلافات بين البيانات الزلزالية وبيانات السجل الصوتية. وتشمل الاعتبارات الأخرى أن دقة السجلات الصوتية تكون على مقياس بوصة في حين أن دقة بيانات الانعكاس الزلزالي تكون على مقياس العدادات، وتستخدم الطريقتان نطاقات تردد مختلفة اختلافًا كبيرًا، لذا تختلف أوقات العبور بسبب التشتت.

## معايرة الرصد الصوتي
لتحسين العلاقة بين بيانات الآبار والبيانات الزلزالية، غالبًا ما يتم استخدام استطلاع «التحقق» لإنشاء سجل صوتي مُعاير. يتم تخفيض الجيوفوني أو مجموعة من الجيوفونات إلى أسفل البئر، مع وجود مصدر زلزالي يقع على السطح. يتم إطلاق المصدر الزلزالي مع الجيوفونات (الجيوفونات) في سلسلة من الأعماق المختلفة، مع تسجيل أوقات الترانزيت الفاصلة. ويتم ذلك غالبًا أثناء الحصول على المسح الزلزالي العمودي.